# 4-nitrobenzaldehid
4-nitrobenzaldehid o p-nitrobenzaldehid és un compost orgànic aromàtic que conté un grup nitro para-substituït per un aldehid.

## Síntesi
El nitrobenzildiacetat s'obté per la reacció del 4-nitrotoluè i l'òxid de crom (VI) en anhídrid acètic. El 4-nitrobenzaldehid s'obté per hidròlisi per àcid sulfúric en etanol.

Síntesi de 4-nitrobenzaldehid